# ルドヴィコ・エイナウディ
ルドヴィコ・エイナウディ（Ludovico Einaudi、1955年11月23日 - ）は、トリノ生まれのイタリア人作曲家。
ミラノ音楽院にてクラシック音楽を学ぶ。旧来のクラシックにポップスやワールドミュージックなどの新要素を取り込んだ作風が特徴。映画やドラマだけでなくコマーシャル等にも多数の楽曲を提供している。
父はイタリアの大手出版社エイナウディ出版社の創立者ジュリオ・エイナウディ。祖父にイタリア大統領も務めたルイージ・エイナウディを持つ。

## ディスコグラフィ

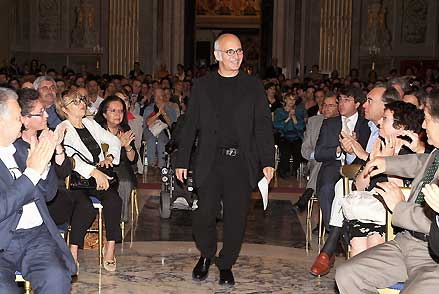
ルドヴィコ・エイナウディ（2008年）

### スタジオ・アルバム
- Time Out (1988年)
- 『スタンツェ』 - Stanze (1992年)
- Salgari (1995年)
- Le Onde (1996年)
- Eden Roc (1999年)
- I Giorni (2001年)
- Diario Mali (2003年) ※with バラケ・シソコ
- Una Mattina (2004年)
- 『希望の扉』 - Divenire (2006年)
- Nightbook (2009年)
- 『時の移ろいの中で』 - In a Time Lapse[2][3] (2013年)
- Taranta Project (2015年)
- 『エレメンツ』 - Elements (2015年)
- 『セブン・デイズ・ウォーキング』 - Seven Days Walking (2019年)
- 12 Songs from Home (2020年)
- Underwater (2022年)
- Music of Care (2023年)[4]

### ライブ・アルバム
- 『光、溢れる日々』 - La Scala Concert 03.03.03 (2003年)
- Live in Berlin (2007年)
- iTunes Festival: London 2007 (2007年)
- Live in Prague (2009年)
- The Royal Albert Hall Concert (2010年)
- La notte della Taranta 2010 (2011年)
- iTunes Festival: London 2013 (2013年)
- In a Time Lapse Tour (2014年)
- Elements, Special Tour Edition (2016年)

### 映画
- 『THIS IS ENGLAND』（原題: This Is England）シェーン・メドウズ監督(2006)
- 『最強のふたり』（原題: Intouchables）オリヴィエ・ナカシュ監督とエリック・トレダノ監督(2011)
- 『三度目の殺人』是枝裕和監督（2017）
- 『ファーザー』（The Father）フローリアン・ゼレール監督(2020)
- 『ノマドランド』（原題: Nomadland）クロエ・ジャオ監督(2020)

### コンピレーション・アルバム
- Echoes: The Einaudi Collection (2003年)
- I primi capolavori (2010年)
- Islands: Essential Einaudi (2011年)
- 『エッセンシャル・エイナウディ』 - Einaudi Essentiel (2012年)
- Undiscovered (2020年)[5][6]
- 『シネマ・ベスト』 - Cinema (2021年)[7]
- Moments of Peace (2023年)[8]

### リミックス・アルバム
- Table Vs Ludovico Einaudi (2002年)
- Elements, Remixes (2016年)